# Widikum-Menka
Widikum-Menka est un arrondissement du Cameroun situé dans la région du Nord-Ouest et le département de la Momo. Il couvre le territoire de la commune de Widikum-Boffe.